# Reserva índia La Jolla
La reserva índia La Jolla és una reserva índia de la tribu reconeguda federalment Banda La Jolla d'indis luiseños al nord del comtat de San Diego (Califòrnia). Té la seu a Pauma Valley (Califòrnia) i està governada per un consell tribal escollit democràticament de cinc membres.

## La reserva
Fou establida en 1875 per ordre executiva del President Ulysses S. Grant. Té una extensió de 9.998 acres amb una població de 390 habitants. Hi ha uns 700 membres tribals registrats.

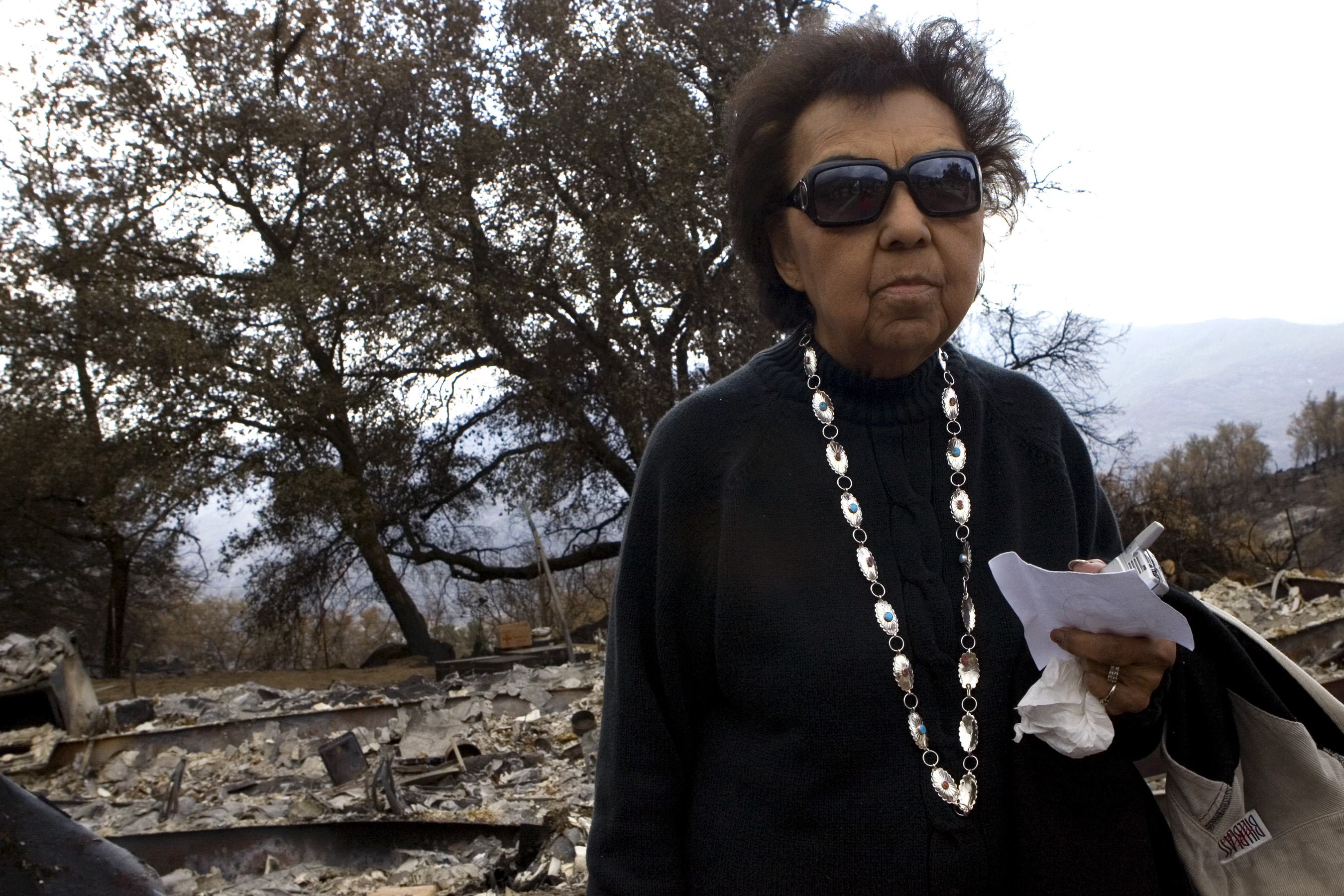
Viola Peck, anciana tribal de La Jolla, 2007

Gran part de la terra de la reserva és feréstega i està cobert per plantes natives com el roure, que proporcionen glans per als aliments tradicionals com wiiwish. El riu San Luis Rey travessa la reserva. La reserva conté un càmping que està obert d'abril a octubre. El càmping consta de tres quilòmetres de canonada interna pel riu San Luis Rey.

## Origen del nom
La reserva es troba a North County (San Diego), que és diferent del barri de La Jolla a la ciutat de San Diego, Califòrnia. Els amerindis locals, els kumeyaay, anomenen al lloc mat kulaaxuuy [mat kəlaːxuːj], "terra de forats" (mat = "terra"). No se sap a quins "forats" es refereix, però podrien ser les coves al nivell del mar sobre els penya-segats que donen al nord, que són visibles des de les platges de La Jolla. Sembla que va ser traduït a l'espanyol com "La Jolla." Un origen alternatiu suggereix que el nom és una corrupció de l'espanyol la joya. Encara qüestionat pels estudiosos, aquest origen del nom és àmpliament citat en la cultura popular.

## Història
L'incendi de Poomacha (o de Mt. Palomar) es va iniciar a la reserva índia La Jolla, llavors s'escampà a Palomar Mountain i es va unir a Witch Fire, des d'on va entrar a Agua Tibia Wilderness. A causa del terreny escarpat va continuar cremant després que tots els altres focs d'octubre de 2007 fossin controlats, i no fou controlat completament fins al 9 de novembre de 2007. El foc va danyar el 92% de la reserva. Tots els residents van poder tornar a la reserva a la fi de 2008.